# Germán (nombre)
Germán es un nombre masculino que es una adaptación del nombre francés Germain al español y del gentilicio de alemán en inglés German. Germán es un nombre de origen germánico, de ("Wehr-mann"), que significa "Aquel que es hombre de guerra" u "Hombre guerreo". En su origen latino se transforma en ''Germanus'' por similitud fonética y significa "Aquel que es un hermano" o "Aquel que es de armas tomar", la palabra hermano era la manera para llamar a los bárbaro.

## Variaciones en otros idiomas
- Alemán: Hermann.
- Inglés: Herman (Jerman).
- Turco: Alman (Alman).
- Checo: German (Yenaan).
- Francés: Germain (Yermain).
- Húngaro: Herman (Hermoon).
- Italiano: Germano (Yermano).
- Portugués: Germano (Yermanu).
- Rumano: German (Yermal).
- Español: Germán.
- Georgiano: გერმანიის (germaniis).
- Euskera: Kerman.
- Catalán: Germà.